# Tupolev Tu-22M
Il Tupolev Tu-22M (in cirillico: Туполев Ту-22M, nome in codice NATO: Backfire) inizialmente noto come Tu-26, è un bombardiere strategico bimotore dotato di ali a geometria variabile di fabbricazione sovietica prima e russa poi, sviluppato dall'OKB 156 nella seconda parte degli anni 1960 ed entrato in servizio nel 1972 presso le Forze armate sovietiche, nelle quali sostituisce il Tu-22.
Ultimo bombardiere sviluppato nell'URSS durante la guerra fredda, può contare su un'ampia scelta di armamenti ed un'elevata velocità di crociera grazie ai quali è in grado di neutralizzare obiettivi sia terrestri che navali svolgendo, all'occorrenza, anche missioni di ricognizione. Ha ricevuto il battesimo del fuoco nella prima guerra cecena (1995) ed è stato successivamente impiegato sia in Ossezia del Sud (2008) che nel corso della guerra civile siriana.
Al 2018, risulta in servizio tra le file delle Forze aerospaziali russe in 63 esemplari, buona parte dei quali verrà aggiornata allo standard Tu-22M3M col quale verrà data capacità al velivolo di impiegare armamenti balistici ipersonici quali il Kinžal.

## Storia

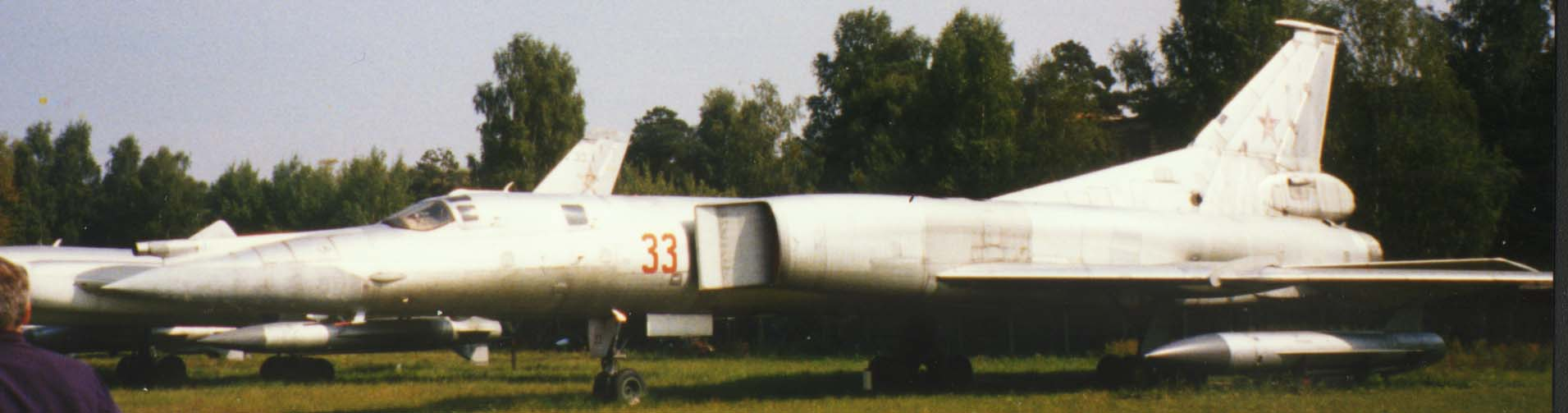
Il prototipo del Backfire

Nel 1964 l'ingegner D. Markov ebbe l'incarico di avviare la progettazione preliminare di un sostituto del bombardiere medio supersonico Tu-22 Blinder, che non era risultato soddisfacente. Il nuovo aereo avrebbe dovuto essere caratterizzato da prestazioni decisamente più elevate, per ottenere le quali era previsto il ricorso ad ali a geometria variabile e motori più potenti. Tuttavia, il progetto preliminare del nuovo velivolo (noto con la sigla interna di 106) non possedeva le caratteristiche richieste, e quindi, l'OKB Tupolev fu costretto a rivederlo. Il risultato fu il progetto 125: il nuovo aereo avrebbe dovuto montare motori VK-6, in grado di spingere alla velocità di 2500 km/h e con un'autonomia nell'ordine dei 4500 km. Per raggiungere prestazioni simili, era previsto il ricorso, per la costruzione, di leghe di titanio.
Il progetto 125 fu effettivamente esaminato dagli esperti del governo sovietico, ma gli fu preferito il Sukhoi T-4, dalle prestazioni decisamente più elevate. La Tupolev, tuttavia, decise di realizzare una propria risposta al modello Sukhoi, ed iniziò a lavorare al progetto 145: questo, in pratica, era un'ampia riprogettazione del precedente Tu-22 Blinder. Questo progetto venne autorizzato dal governo nel 1967, dopo che si decise di interrompere il programma relativo al T-4. I requisiti che la nuova macchina avrebbe dovuto soddisfare erano una velocità di 2300 km/h ed un'autonomia di 7000 km senza rifornimento in volo.

### Sviluppo
Il Tu-22M è stato definito da una rivista italiana di aeronautica come uno degli aerei più belli mai realizzati.Il prototipo volò per la prima volta il 30 agosto 1969.
Nel 1969 un satellite di ricognizione americano identificò il prototipo del nuovo bombardiere presso l'impianto della Tupolev di Kazan' nella Russia europea orientale.
Il Tu-22M, presso la Tupolev, aveva la designazione interna di progetto 145 o Tu-145, ed in seguito venne anche chiamato AM. La lettera M, nel nome di un aereo, sta per Modifikatsirovanny, modificato, ed in Unione Sovietica (così come in Russia oggi) stava ad indicare una versione migliorata di un certo velivolo. Tuttavia, il Tu-22M, considerando le sue prestazioni ed il suo aspetto, può essere considerato un aereo completamente nuovo rispetto al Blinder, più che una sua versione riprogettata.
Secondo alcune fonti, l'aereo stava per ricevere il nome di Tu-26. Non è chiaro il motivo che spinse la Tupolev a rinunciare a questa denominazione a favore dell'altra. Le spiegazioni che vengono comunemente date sono di due tipi.
- Depistaggio nei confronti della NATO. Secondo alcuni, la designazione Tu-22M era stata utilizzata per dare l'impressione che si trattasse di una variante del Tu-22, e quindi per indurre gli occidentali a sottovalutare le reali capacità del nuovo aereo. Il Dipartimento della Difesa degli Stati Uniti, tuttavia, in sede di discussione per il trattato SALT II (dove i sovietici utilizzarono per la prima volta la nuova denominazione), adottò ufficialmente il nome.
- Motivi economici interni. Secondo alcune fonti, il motivo che aveva spinto la Tupolev a rinunciare al nome Tu-26 a favore di Tu-22M era dovuto a questioni di budget. Infatti, facendo passare il Backfire per una nuova versione del Blinder si sarebbe evitata una nuova gara contro altri modelli presentati dagli altri OKB.

In tutti i modi, il Tu-22M venne inizialmente chiamato dagli occidentali Tu-26. Occorre precisare che gli errori di denominazione riguardanti gli aerei (e non solo) di produzione sovietica erano piuttosto frequenti: infatti, le informazioni “ufficiali” a carattere militare provenienti dal Patto di Varsavia erano scarsissime, e quasi tutti i dati in tal senso erano prodotti da attività di intelligence.
Nel 1971 l'aereo, cui la NATO diede il nome di "Backfire", fu scoperto mentre compiva prove di rifornimento in volo con un'aerocisterna vicino al centro sperimentale di Ramenskoye, ad est di Mosca; denominato Tu-22M, il velivolo divenne operativo nel 1973 e negli anni seguenti sostituì il Tu-16.
Complessivamente, del Tu-22M vennero costruiti oltre 500 esemplari, che prestarono servizio inizialmente solo nell'aviazione sovietica. In seguito alla dissoluzione dell'URSS, la totalità gli aerei entrò a far parte delle aviazioni militari di Russia, Ucraina e Bielorussia.
La Cina ha trattato l'acquisto di un piccolo numero di aerei di questo tipo dal 1993 senza mai giungere alla conclusione di un accordo.

## Tecnica

### Struttura

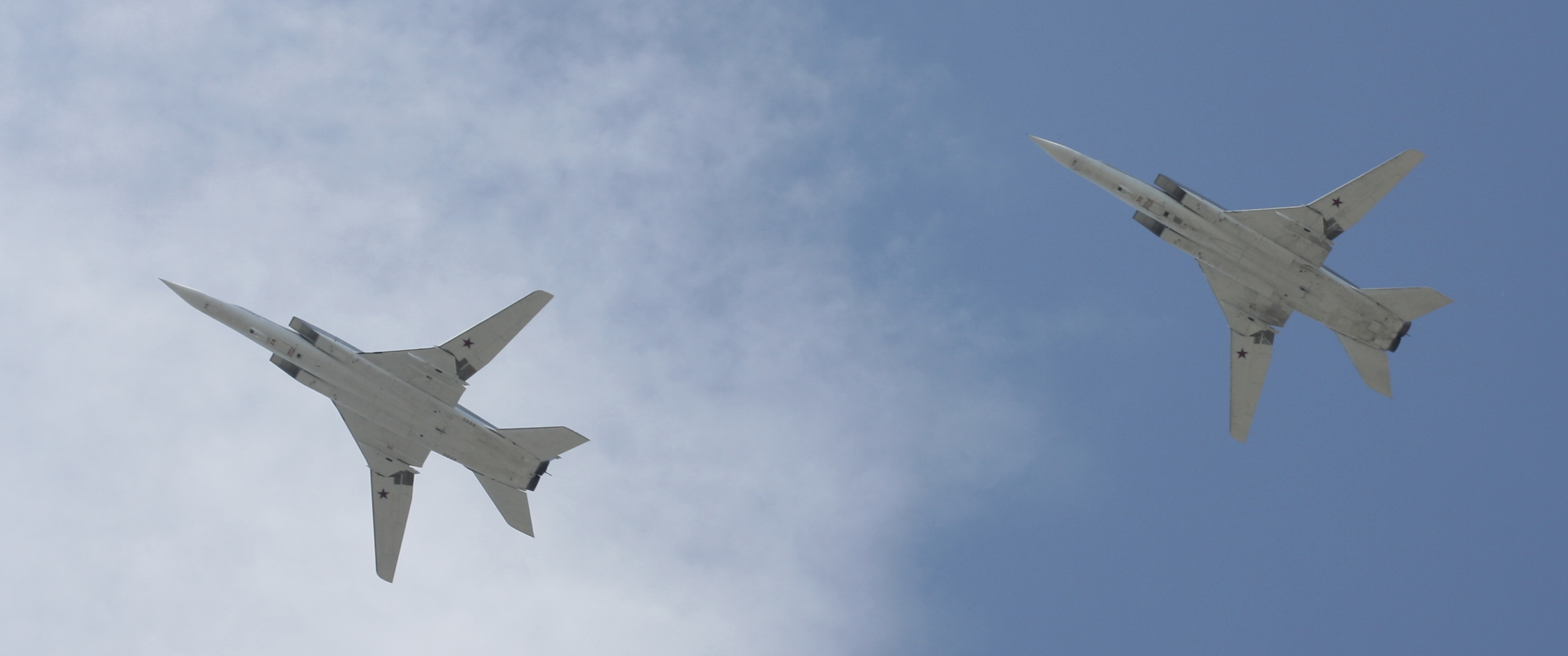
Tu-22M con le ali aperte

Dal punto di vista tecnico, il Tu-22M era un aereo piuttosto avanzato per la sua epoca, e differiva moltissimo dal precedente Tu-22 Blinder. La fusoliera ha una forma allungata, con un muso appuntito.
Le ali a geometria variabile sono una caratteristica fondamentale dell'aereo. Queste hanno freccia positiva e sono fissate a metà del corpo del velivolo, fissate grazie a dei giunti mobili. Hanno una radice piuttosto ampia, e possono essere regolate in cinque posizioni predefinite a seconda delle esigenze.
Gli aerei in servizio non hanno una sonda per il rifornimento in volo. Infatti, questa risulta essere stata rimossa da tutti gli esemplari a partire dalla versione M-2, in modo da evitare che questi aerei fossero considerati in grado di attaccare gli Stati Uniti continentali.
L'equipaggio è composto da quattro uomini, ognuno dei quali munito di seggiolino eiettabile.
Le caratteristiche delle singole versioni sono specificate più nel dettaglio in seguito.

### Propulsione
Il Tu-22M è un bireattore, con propulsori montati direttamente nel corpo dell'aereo. Le prese d’aria, rettangolari, sono poste ai lati della fusoliera. Complessivamente, sono stati utilizzati tre tipi di turbofan.
I primi furono gli NK-144-22 da 20000 kgf, che vennero montati solo sui prototipi (Tu-22M0). La velocità raggiunta con questi propulsori fu di poco superiore ai 1500 km/h. Per aumentare le prestazioni, questi motori furono successivamente sostituiti dai più perfezionati NK-22 da 22000 kgf, che furono utilizzati sui successivi Tu-22M1 ed M2. Tuttavia, anche in questo caso non si riuscì a raggiungere le velocità richieste dai vertici dell'aviazione (il requisito era di 2 300 chilometri orari, e la velocità massima raggiunta con gli NK-22 fu di “solo” 1800 km/h). Anche i valori relativi all'autonomia erano bassi rispetto alle richieste. Si decise quindi di utilizzare i più efficienti NK-25, da 25000 kgf, che vennero montati sulla versione M3. Con questi propulsori, i Tu-22M riuscirono a raggiungere i 2300 km/h ed i 7000 km di autonomia.

### Avionica
L'equipaggiamento di bordo è piuttosto sofisticato, ed include un radar di grande potenza che lo mette in grado di individuare bersagli sia terrestri sia navali in qualunque condizione meteo. Il sistema di puntamento è ottico-elettronico di tipo OPB-15, mentre il sistema di navigazione è di tipo inerziale. Inoltre, a bordo ci sono anche sistemi RLS attivi e passivi.
Le comunicazioni sono assicurate da tre trasmettitori radio; due UHF R-832M ed un SW R-846 con equipaggiamento per la codifica dei messaggi.

### Armamento

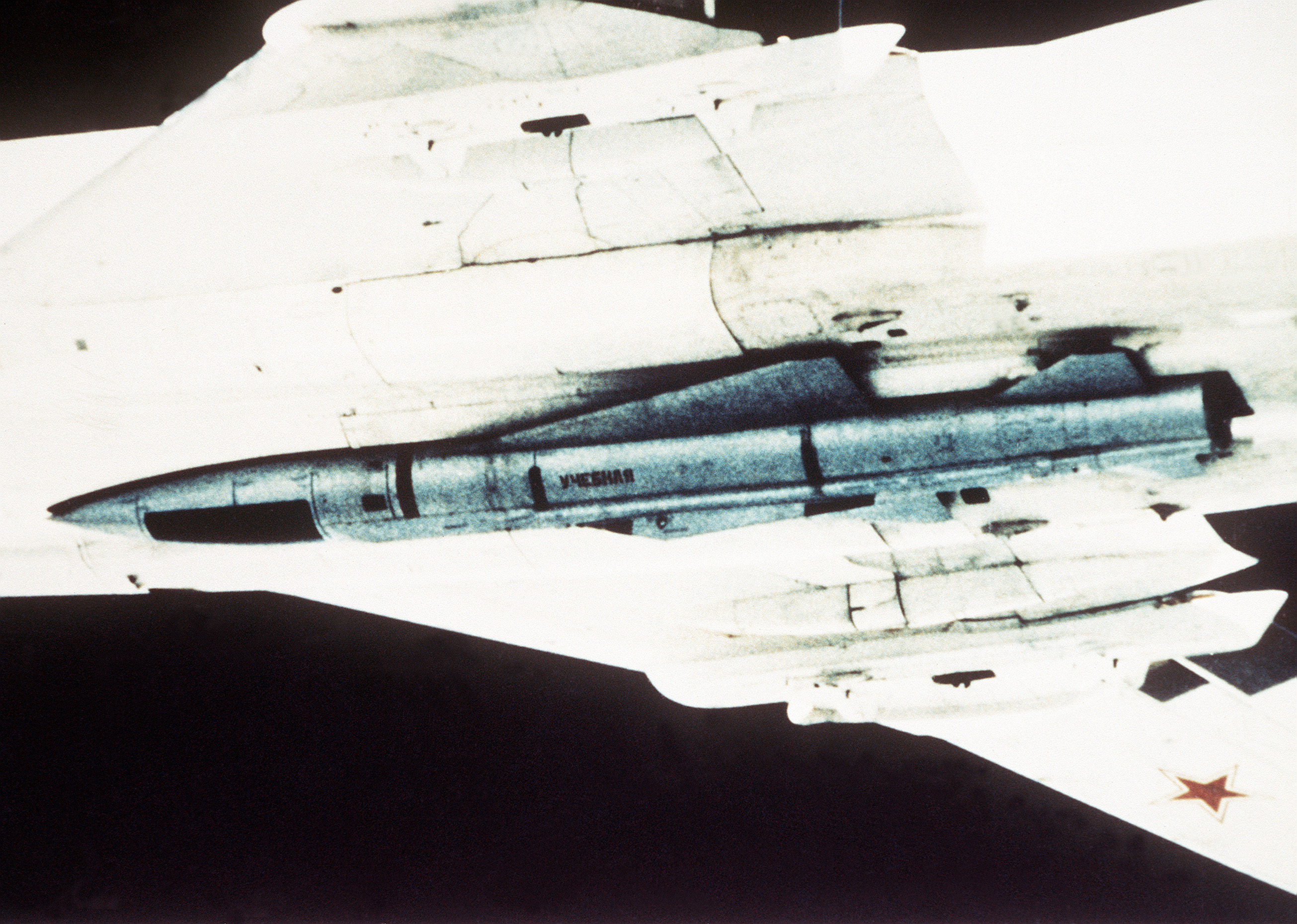
Un missile antinave Kh-22 montato sotto il ventre di un Tu-22M

Le missioni del Backfire comprendono il bombardamento convenzionale e nucleare, oltre che l'attacco antinave. Quindi, il loro armamento è prevalentemente di tipo aria-superficie. Infatti, il Tu-22M3 è in grado di trasportare:
- fino a tre AS-4 Kitchen o altrettanti AS-6 Kingfish sistemati nella stiva o appesi a piloni esterni;
- sei AS-16 Kickback in un lanciatore rotante nella stiva, oltre ad altri quattro appesi ai due piloni esterni;
- circa una settantina di bombe a caduta libera.

Il carico massimo complessivo trasportabile è di 24 tonnellate di bombe, con testata sia convenzionale, sia nucleare. Le versioni precedenti avevano un carico bellico estremamente inferiore: infatti, la versione M2 era in grado di trasportare solo gli AS-4, mentre non si hanno informazioni sulla quantità di bombe imbarcabili su M0 ed M1.
I Tu-22M hanno anche una limitata capacità di autodifesa. Infatti, tutte le versioni hanno montato in coda uno o più cannoni da 23 mm. In dettaglio, si tratta di un singolo GSh-23 a doppia canna sul Tu-22M3, e di due GSh-23 a singola canna sulle altre versioni.

## Ipotesi sull'impiego

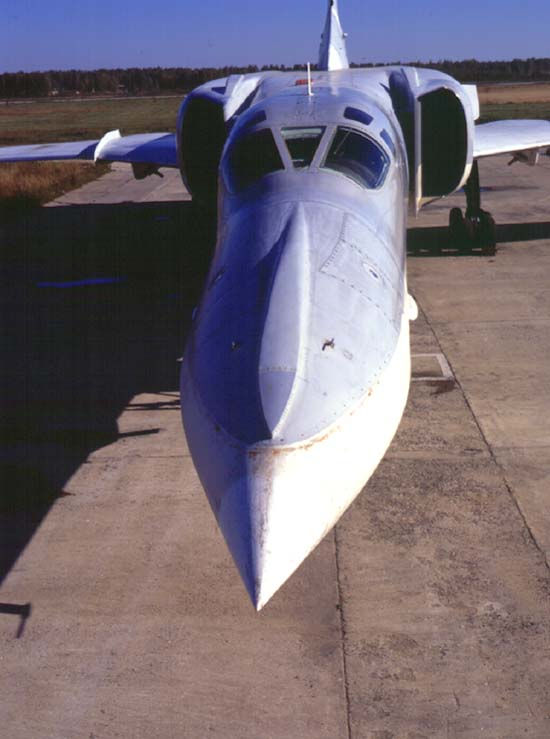
Tu-22M2 senza la sonda per il rifornimento

Nel corso degli anni ci furono numerosi dibattiti per stabilire se il Tu-22M fosse o meno un bombardiere con capacità strategiche (e rientrasse quindi nei trattati per il controllo degli armamenti strategici). Inizialmente, gli statunitensi considerarono questo aereo un sistema d'arma tutto sommato periferico nell'ambito dell'aviazione strategica sovietica. Questo perché la stima dei dati raccolti dall'intelligence occidentale aveva fornito il ritratto di un aereo con capacità di carico e di autodifesa piuttosto limitate. Le esperienze successive costrinsero gli esperti americani a cambiare parere.
Vi era poi il problema di stabilire se il Backfire fosse o no in grado di raggiungere gli Stati Uniti continentali. Andando oltre le dichiarazioni della Tupolev (che dichiarava un raggio d'azione di 2.200 km) e le stime degli esperti americani (un'autonomia intorno ai 4.000 km), il vero punto critico era la presenza della sonda per il rifornimento in volo: infatti, l'autonomia del velivolo di per sé non era intercontinentale, e quindi secondo i sovietici non avrebbe dovuto essere considerato un bombardiere strategico (dunque non soggetto a restrizioni). Gli esperti americani, al contrario, lo ritenevano idoneo ad attaccare il continente americano, proprio in virtù della possibilità di rifornirlo in volo.
Comunque, durante le trattative per gli accordi SALT II, gli Stati Uniti ottennero l'assicurazione dall'allora premier sovietico Leonid Il'ič Brežnev che i Tu-22M non sarebbero stati aggiornati con il sistema di rifornimento in volo, e che la costruzione di questi aerei sarebbe stata limitata a 30 esemplari l'anno. In seguito, nonostante la mancata ratifica del SALT II, il sistema di rifornimento in volo fu rimosso da tutti i bombardieri.
Comunque, questo aereo rappresentava (e rappresenta tuttora) un sistema d'arma estremamente sofisticato, non solo come bombardiere ma anche nel ruolo antinave.
I Tu-22M sono stati utilizzati anche durante la guerra russo-georgiana nella regione dell'Ossezia, subendo alcune perdite.
Il primo giugno 2025, a seguito dell'operazione Tela di ragno, perpetrata dalle forze d'intelligence ucraine, circa quaranta bombardieri strategici Tu-160, Tu-95 e Tu-22M vengono distrutti da droni in un attacco contro quattro basi aeree russe.

## Utilizzatori

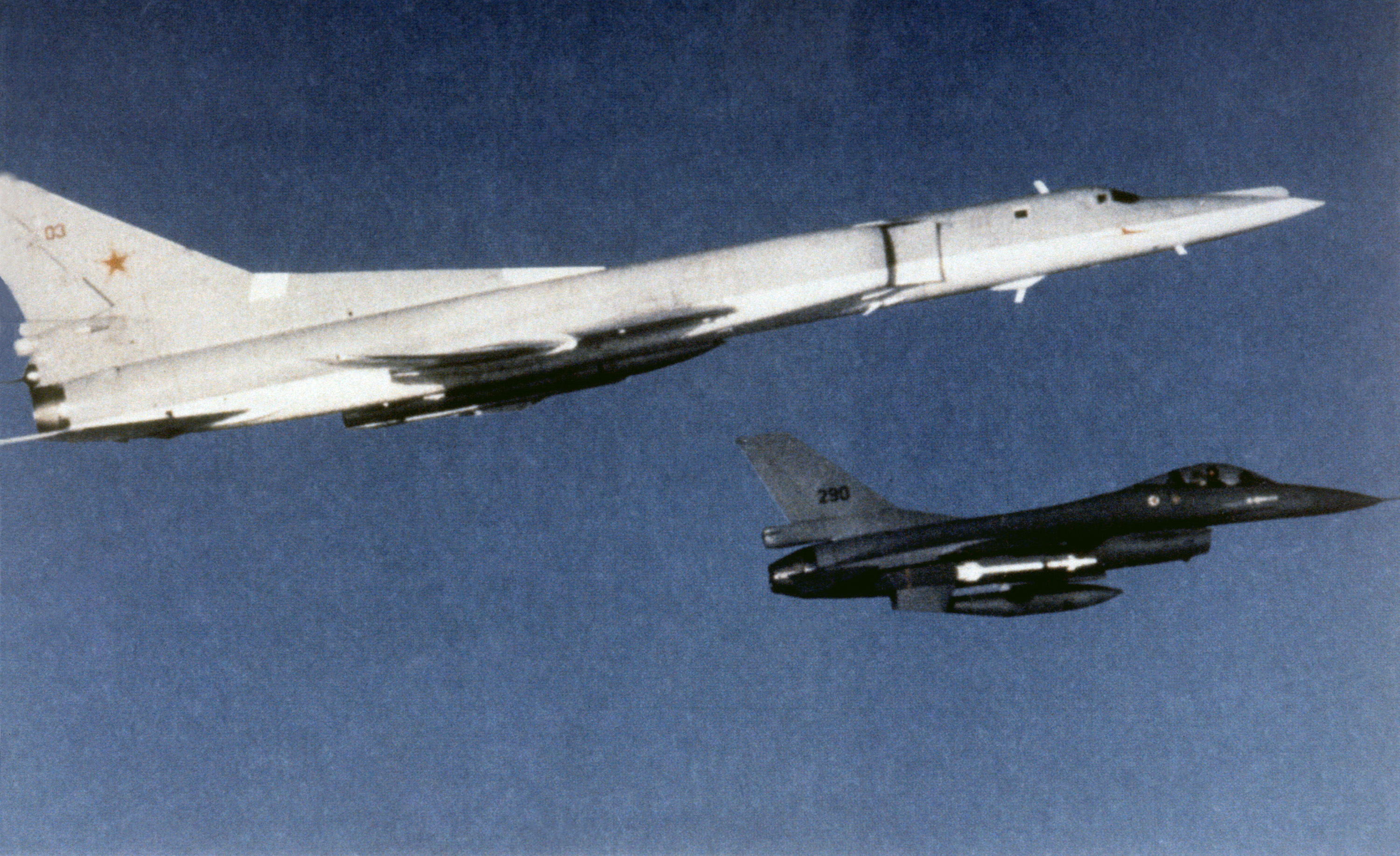
Un Tu-22M2 sovietico scortato da un F-16 norvegese nel 1986

### Presenti

#### Russia
Nell'ottobre 2008 risultavano in servizio 162 Tu-22M. Di questi, 117 esemplari sono inquadrati nella 37ª Armata Aerea, che gestisce tutti i bombardieri strategici della VVS.
- 52º Reggimento da Bombardamento', con base a Šajkovka.
- 200º Reggimento da Bombardamento, con base ad Engels.
- 840º Reggimento da Bombardamento, con base a Sol'cy.
- 444º Reggimento da Bombardamento, con base a Vozdviženka.
- 43° Guardie - Centro d'Addestramento e Applicazione al combattimento, con base a Djagilevo, vicino alla città di Rjazan'.

Al febbraio 2019 erano in servizio 66 Tu-22M3, in quanto un esemplare è andato perso nello stesso mese. Di questi, 30 saranno aggiornati allo standard Tu-22M3M con avionica, strumentazione ed armamenti aggiornati. Il 20 marzo 2020, il secondo prototipo del Tu-22M3M ha compiuto il primo volo.
L'aviazione navale ha in servizio i restanti 45 esemplari, inquadrati in tre reggimenti.
- 33º Reggimento da Bombardamento Centrale, ad Ostrov (Pskov), che dipende direttamente dal comando dell'Aviazione Navale.
- 568º Reggimento Indipendente, con sede a Kamennyj Ručej (Flotta del Pacifico).
- 924º Reggimento Indipendente dell'Aviazione Navale, con sede ad Olenegorsk (Flotta del Nord).

### Passati

#### Bielorussia
La Bielorussia si ritrovò sul proprio territorio un certo numero di Backfire. Complessivamente, si trattava di una cinquantina di aerei, inquadrati in due reggimenti:
- 200º Reggimento da Bombardamento Pesante (Babrujsk)
- 402º Reggimento da Bombardamento Pesante (Balbasovo)

Gli aerei di queste unità vennero successivamente restituiti alla Russia.

#### India
L'India, nel dicembre 1999, ha annunciato di aver concluso con la Russia un accordo per il leasing di quattro Tu-22M3 da utilizzare per il pattugliamento marittimo. Si tratta dell'unico impiego per questi aerei fuori dai Paesi della CSI.

#### Ucraina

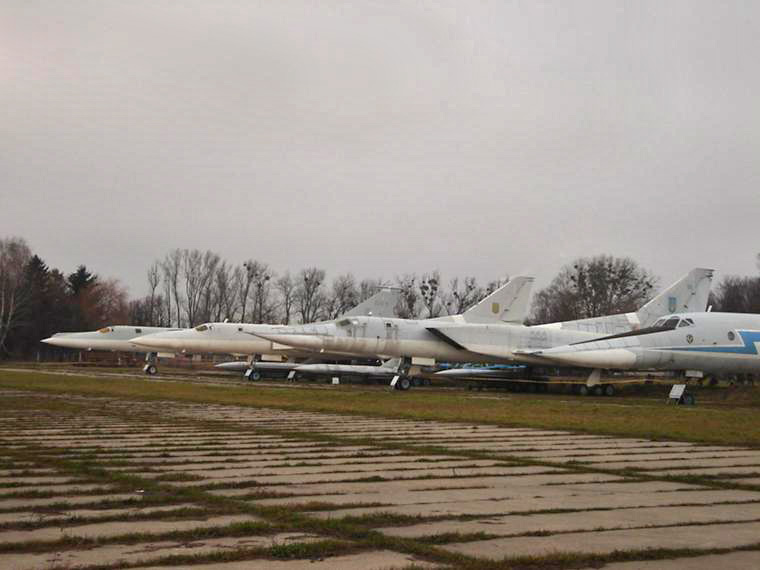
Tu-22M ucraini presso il museo di Kiev.

Nel 1991, l'Ucraina si ritrovò sul suo territorio una notevole quantità di bombardieri strategici. Di questi, una parte era costituita da Tu-22M (versioni M-2 ed M-3), inquadrati in due reggimenti a Stryj e Poltava. Nel 1999 risultava ancora operativa una sessantina di esemplari.
Nell'ottobre del 2000, l'Ucraina chiese agli Stati Uniti di finanziare la distruzione dei Tu-22M in loro possesso, e dei relativi missili. Nel 2001, fu ufficialmente comunicato che era stata finanziata la demolizione di 47 aerei TU-22M ucraini. La demolizione dei restanti esemplari pare sia stata ultimata nel 2006.

#### Unione Sovietica
Il Tu-22M divenne pienamente operativo con l'aviazione sovietica nel 1973. La VVS lo impiegò per svolgere operazioni di ricognizione, sia terrestre sia navale. Comunque, fu impiegato in operazioni belliche reali durante la guerra in Afghanistan, negli anni ottanta. Qui svolse operazioni di bombardamento convenzionale. Complessivamente, con l'aviazione sovietica ne entrarono in servizio circa 500 esemplari di tutte le versioni. Non fu mai oggetto di esportazioni, neanche verso Paesi amici.

## Versioni
- Tu-22M0: versione di pre-serie costruito in 12 esemplari, utilizzato per le valutazioni a partire dal 1971. Spinto da due reattori NK-144-22 da 20000 kgf, poteva raggiungere la velocità di 1540 km/h. La lunghezza era di 41,5 metri, mentre l'altezza raggiungeva gli 11,05 m. L'apertura alare variava tra i 22,75 (freccia minima) ed i 31,6 (freccia massima) metri, mentre il peso massimo al decollo era di 121 tonnellate. L'autonomia massima raggiungeva i 4140 km.
- Tu-22M1: (Backfire-A) primo esemplare di serie, completato nel luglio 1971 e costruito a Kazan' a partire dal 1972. Si trattava di un aereo caratterizzato da diverse modifiche rispetto agli esemplari di pre-serie, tra cui nuovi motori (NK-22 da 21900 kgf) che consentivano una velocità ed una autonomia superiori (rispettivamente, 1660 km/h e 5000 km). Le dimensioni erano praticamente le stesse, tranne che per l'apertura alare (tra i 25 ed i 34,28 metri). Anche il peso al decollo era di poco superiore (122 tonnellate contro le 121 della versione precedente). Questa versione non fu ritenuta soddisfacente.
- Tu-22M2: (Backfire-B) versione migliorata del Tu-22M1, che volò per la prima volta nel 1973. Entrato in servizio operativo dal 1976, è stato costruito in ben 211 esemplari tra il 1973 ed il 1983. La sua autonomia, insufficiente rispetto ai requisiti dell'aviazione, era di circa 5100 km, e la velocità massima raggiungeva i 1800 km/h. Le dimensioni (se si esclude il fatto che era più corto di quattro centimetri) erano esattamente le stesse degli M1. Subito dopo l'inizio della produzione in serie, l'aereo ricevette i nuovi motori NK-23, visto che la versione precedente non aveva avuto prestazioni soddisfacenti.
- Tu-22M2Ye: designazione di un piccolo numero di Tu-22M2 che vennero dotati di motori NK-25 e di strumentazione migliorata. Tuttavia, il miglioramento delle prestazioni non fu tale da giustificare la produzione su vasta scala.
- Tu-22M3: (Backfire-C) ulteriore variante sviluppata dal Tupolev OKB per ovviare al problema del raggio d'azione. Volò il 20 giugno 1977, con i nuovi motori NK-25 da 25000 kgf e differiva dalla versione precedente per il muso allungato, le prese d'aria simili a quelle del MiG-25 e l'angolo massimo delle ali aumentato a 65°. I dati tecnici sono quelli inseriti in tabella. Il Tu-22M3 è entrato in servizio nel 1983 e, pur non raggiungendo i valori di autonomia richiesti, è subito apparso come un aereo decisamente più affidabile e maturo rispetto ai predecessori. Il carico bellico venne raddoppiato rispetto alla precedente versione: infatti, aveva la capacità di trasportare 3 missili da crociera o 10 missili a corto raggio AS-16. Nel 1985 vennero effettuati dei test di volo a bassa quota ed alta velocità, in modo da dimostrare la capacità di soppressione delle difese aeree nemiche del velivolo.[18]
- Tu-22M3M: (Backfire-D o E) ulteriore variante a cui saranno aggiornati 30 aerei della versione M3, con i nuovi motori NK-32-02, avionica ammodernata con sistema di puntamento SVP-24-22, radar NV-45, strumentazione più moderna e missili aria-superficie di ultima generazione.[19] Questi comprenderanno un Kh-32 con gittata di 1000 km o quattro Kh-42 da 2000 km oppure sei Kh-50 da 1300 km.[19] Il primo esemplare aggiornato è uscito di fabbrica il 10 agosto 2018 mentre il primo volo è atteso per il settembre dello stesso anno e consegne a partire dal 2021.[19]
- Tu-22MR: si tratta della variante da ricognizione, sviluppata nel 1985.
- Tu-22ME: versione migliorata presentata nel 1990.

## Il Tu-22M nella cultura di massa

### Film
- Al vertice della tensione (film del 2002): Una squadriglia di Tu-22M3 Backfire russi lancia missili antinave contro una portaerei americana.